# Gőtés-tó
A Gőtés-tó Budapest III. kerületében, a békásmegyeri lakótelep mellett található. Az évek során majdnem teljesen megszűnt, de rendeződni látszik a sorsa. Sok védett állat található itt.

## Fekvése

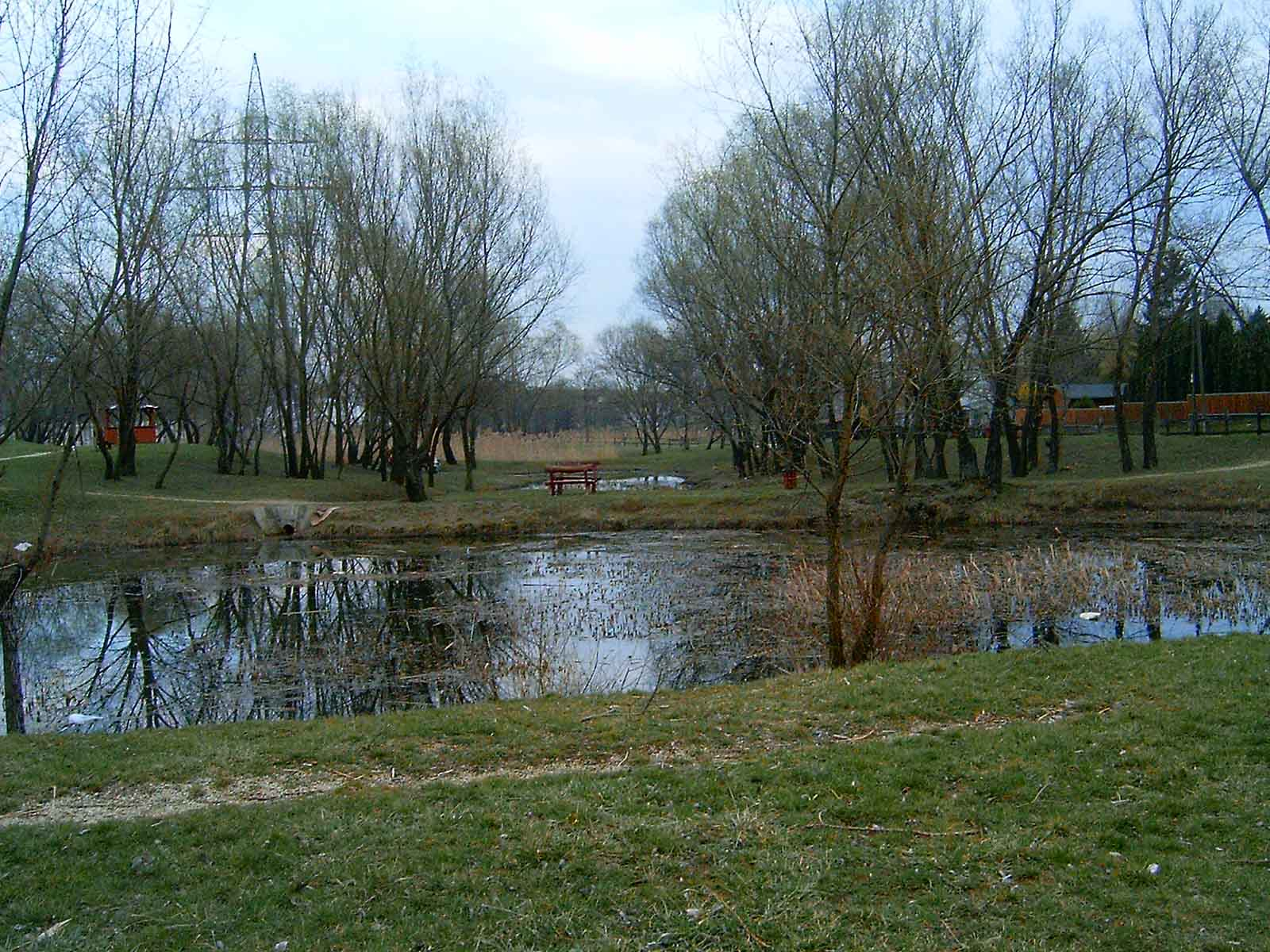
Gőtés-tó (2008)

A Gőtés-tó a Róka-hegy lábánál, a békásmegyeri Ófalu déli részén, a Honvéd utca, a Hegyláb utca, a Mező utca és az Budapesti Elektromos Művek Mező utcai transzformátor állomása között helyezkedik el.

## A múlt

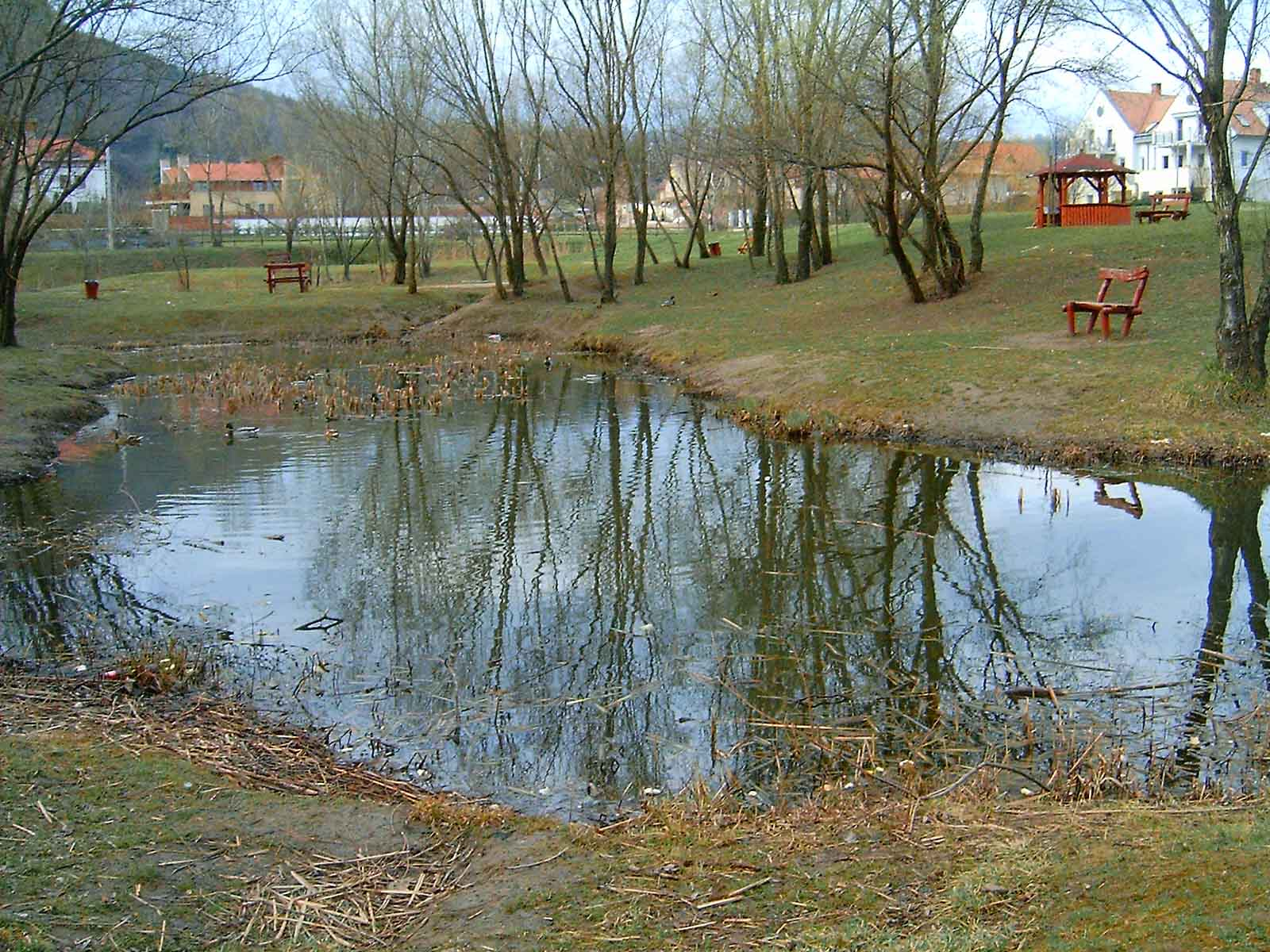
Gőtés-tó (2008)

A tó újabb keletű. Az 1930-as években egészen Csillaghegyig kiterjedő, beépítés nélküli vizenyős rét volt, melynek északnyugati sarkában kis rétegforrás fakadt.
„Békás-forrás” vagy „Róka-forrás” néven is említették a régebbi térképek. A forrás vize a Békási-patakba, majd azon keresztül a Csillaghegyi-árokba folyt.
Az eredeti nagy vizenyős rét mára már csaknem eltűnt.
A tó túlnyomó részét 1977-ben feltöltötték.
Az építkezés befejezése után a területet nem rendezték, sőt mindenféle törmeléket kezdtek a környékére hordani.
A vízinövények és az oda települt állatok élőhelye egyre szűkült, végül csak az ELMŰ-telep környékére korlátozott.

## Az áldatlan állapot
A kis zöld sziget megmentéséért 1987 óta folyik a küzdelem. 
A kis nádas vizét biztosító Honvéd utcai forrást először az 1971-1983 között felhúzott lakótelep építése fojtotta el. Majd két kisebb gödörben újra feltört a víz.
1992-ben sikerült felszámolni az illegális hulladéklerakást, de az élőhely 1994-ben ismét majdnem megszűnt a szennyezés miatt.
Az 1980-as évektől kezdett el a tó környéke családi házakkal beépülni. Az ideköltözőket zavarta az elhanyagolt környezet.

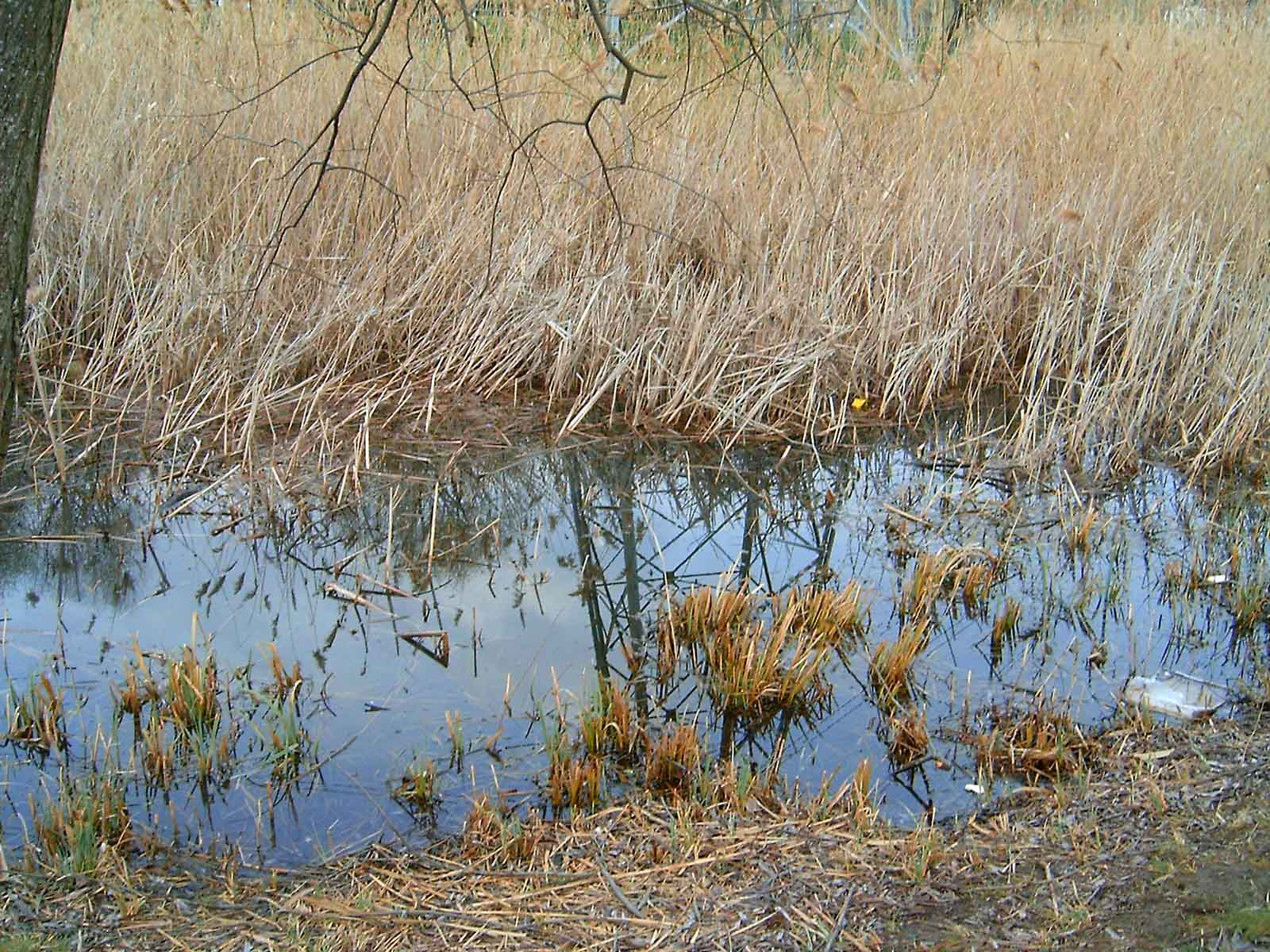
Gőtés-tó (2008)

## A tó megmentése
1996-ban megkezdődött a tórendszer kitisztítása, rehabilitációja. A Gőtés-tó rehabilitációja a helyi önkormányzat, a Guckler Károly Természetvédelmi Alapítvány, az aktív helyi lakosok, tanárok és diákjaik közös kezdeményezésére 1996 őszén kezdődött.
1997 végére a tereprendezés elkészült. Négy egymással összefüggő vízfelületet alakítottak ki, amelyeket kisebb csatornák kötnek össze, a vízszinteket zsilipek beépítésével szabályozták.

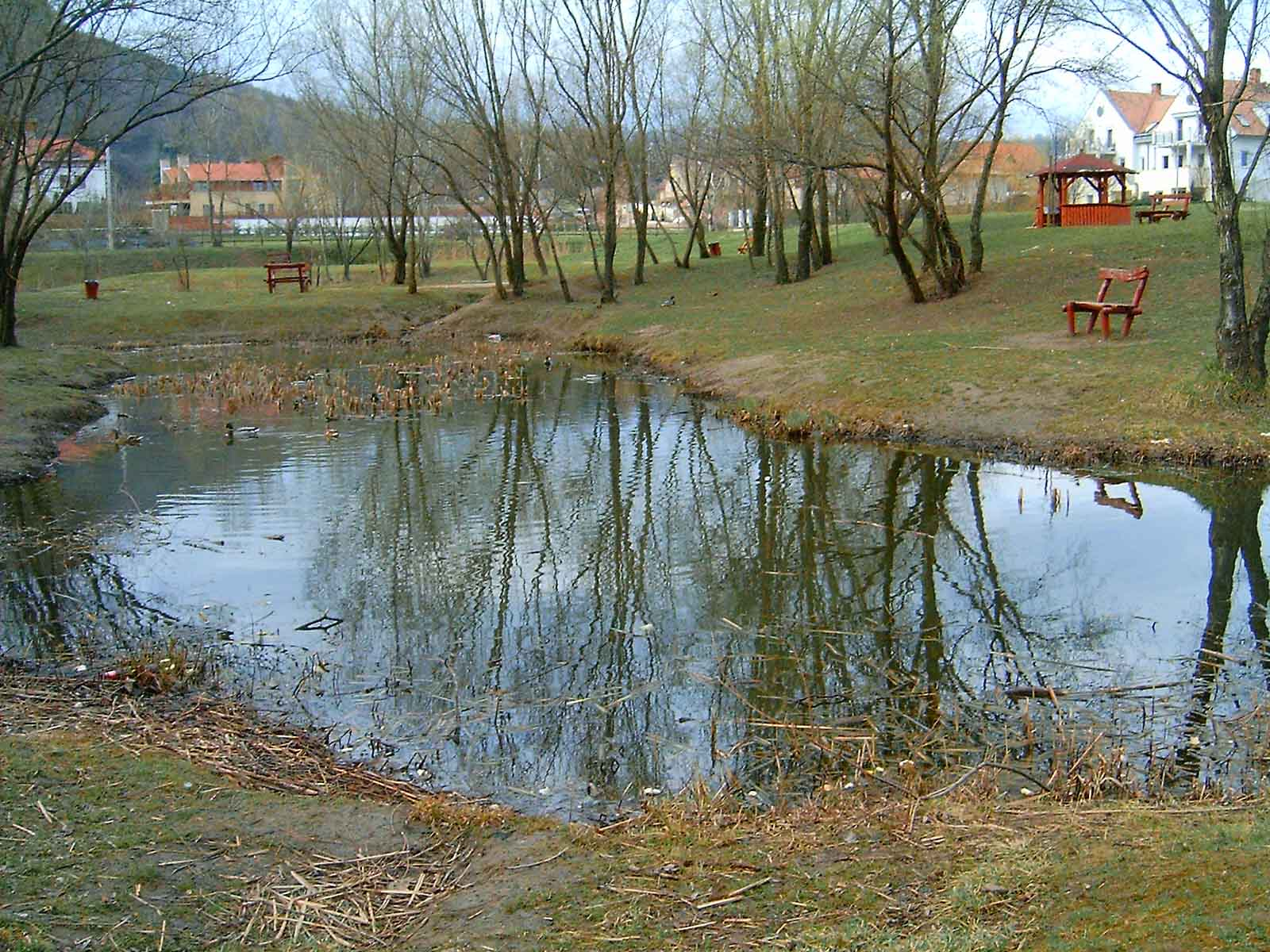
Gőtés-tó (2008)

A tó szerves anyagban gazdag. Faunája több védett fajt is számlál.
Szitakötők, kétéltűek, vízparti hüllők és vízparti madarak egyaránt élnek itt.

## Állatvilág
(név, latin név, védett faj esetén az természetvédelmi érték Ft-ban)

### Emlősök
- Pézsmapocok (Ondatra zibethicus)

### Madarak

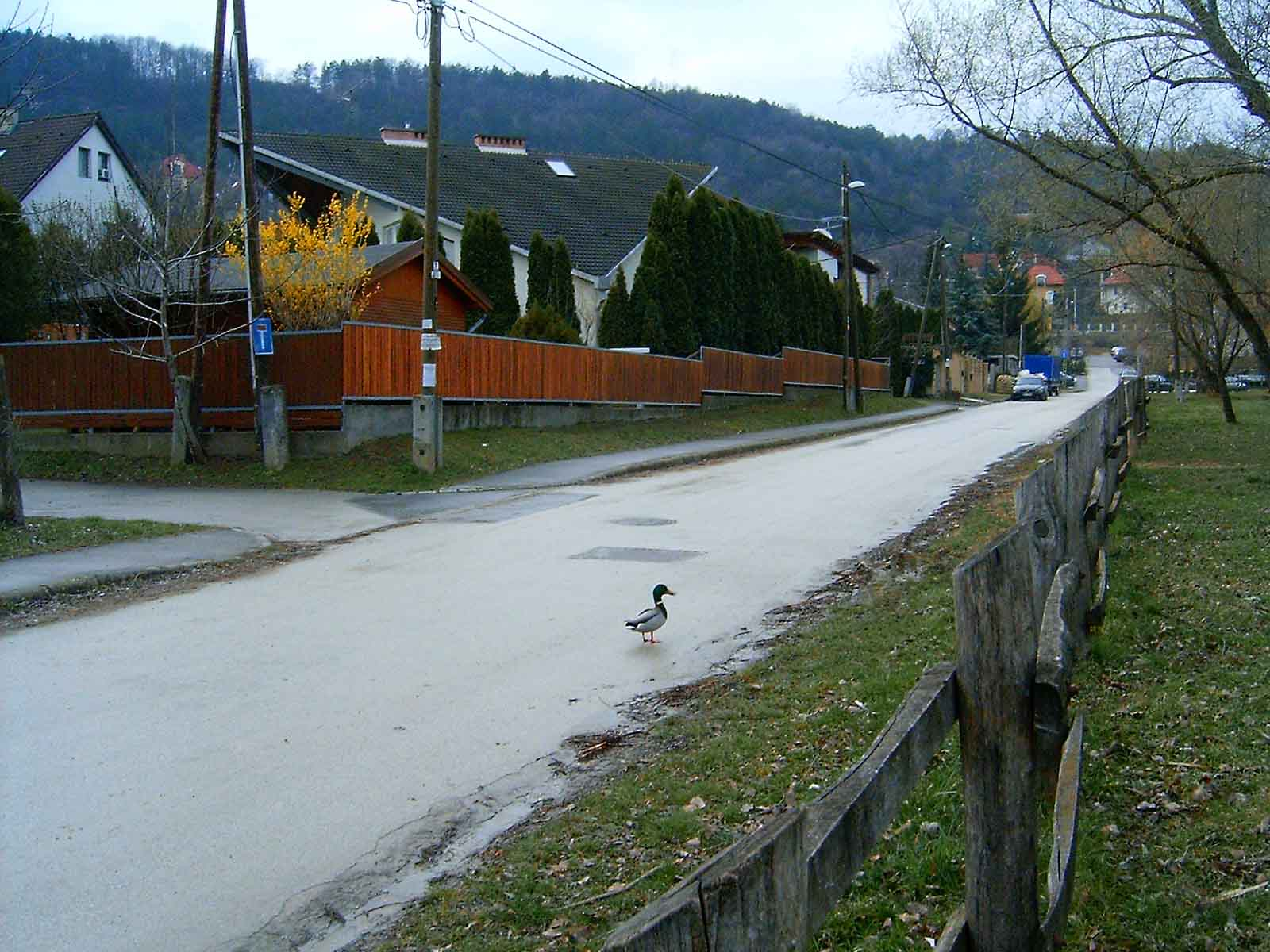
Gőtés-tó (2008)

- Búbos pacsirta (Galerida cristata) 10 000
- Csíz (Carduelis spínus) 10 000
- Fekete rigó (Turdus merula) 10 000
- Molnárfecske (Delichon urbica) 10 000
- Ökörszem (Troglodytes troglodites) 10 000
- Seregély (Sturnus vulgaris)
- Széncinege (Parus major) 10 000
- Tőkés réce (Anas platyrchnchos)
- Vízityúk (Gallinula chloropus) 10 000
- Vörösbegy (Erithacus rubecula) 10 000
- Zöldike (Carduelis chloris) 10 000

### Hüllők
- Mocsári teknős (Emys orbicularis) 50 000
- Vízisikló (Natrix natrix) 10 000

### Kétéltűek
- Barna varangy (Bufo bufo) 2000
- Kecskebéka (Rana esculenta) 2000
- Levelibéka (Hyla arborea) 2000
- Pettyes gőte (Triturus vulgaris) 2000
- Sárgáshasú unka (Bombina variegata) 10 000
- Tarajos gőte (Triturus cristatus) 10 000
- Tavi béka (Rana ridibunda) 2000
- Vöröshasú unka (Bombina bombina) 2000
- Zöld varangy (Bufo viridis) 2000
- Zöldbéka (Rana ssp.) 2000

### Halak
- Naphal (Lepomis gibbosus)
- Vörösszárnyú keszeg (Scardinius erythrophtahalamus)

### Rovarok
- Boglárka lepke (Lycaenidae) 50 000
- Feketevégű lágybogár (Rhagonycha fulva)
- Hernyóölő darázs (Anmophyla sp.)
- Kövi poszméh (Bombus lapidarius)
- Közönséges acsa (Aschna affinis) 2000
- Nappali pávaszem (Aglais io) 2000
- Sakktáblalepke (Melanargia galathea)
- Szürke poszméh (Bombus lucorum)
- Verőköltő bodobács (Pyrrhocoris apterus)

## Növények
(név; latin név)
- Akác (Robinia pseudoacacia)
- Angolperje (Lolium perenne)
- Apró szulák (Convolvulus arvensis)
- Erdei iszalag (Clematis vitalba)
- Erdei mácsonya (Dipsacus fullonum)
- Fehér fűz (Salix alba)
- Fehér nyár (Populus alba)
- Fekete bodza (Sambucus nigra)
- Fekete nyár (Populus nigra)
- Fekete peszterce (Ballota nigra)
- Fekete üröm (Artemisia vulgaris)
- Hamvas szeder (Rubus ceasius)
- Hegyi here (Trifolium montanum)
- Jegenyenyár (Populus italica)
- Kanadai aranyvessző (Solidago canadensis)
- Keserűgyökér (Picris hieracioides)
- Keskenylevelű gyékény (Typha angustifolia)
- Közönséges gyújtoványfű (Linaria vulgaris)
- Lómenta (Mentha longifolia)
- Mezei aszat (Cirsium arvense)
- Mezei fejvirág (Cephalaria transsilvancia)
- Mocsári orbáncfű (Hypericum tetrapetrum)
- Mogyorós lednek (Lathyrus tuberosus)
- Murok (Daucus carota)
- Nád (Phragmites australis)
- Nagy csalán (Urtica dioica)
- Nagy útifű (Plantago major)
- Nyugati kékperje (Molinia coerulea)
- Orvosi somkóró (Melilotus officinalis)
- Piros árvacsalán (Lamium purpureum)
- Pongyola pitypang (Taraxacum officinale)
- Réti füzény (Lythrum salicaria)
- Seprence (Stenactis annua)
- Szarvaskerep (Lotus corniculatus)
- Sziki szittyó (Juncus gerardi)
- Széleslevelű gyékény (Typha latifolia)
- Szöszös bükköny (Vicia villosa)
- Szöszös ökörfarkkóró (Verbacum phlomoides)
- Tarka koronafürt (Coronilla varia)
- Tavi káka (Schoenoplectus lacutris)
- Terjőke kígyószisz (Echium vulgare)
- Martilapu (Tussilago farfara)
- Vadrezeda (Reseda ludea)
- Veresgyűrű som (Cornus sanguinea)
- Vízi hídőr (Alisma plantago-aquatica)
- Vízi menta (Mentha aquatica)
- Vöröshere (Trifolium pratense)

## Képek

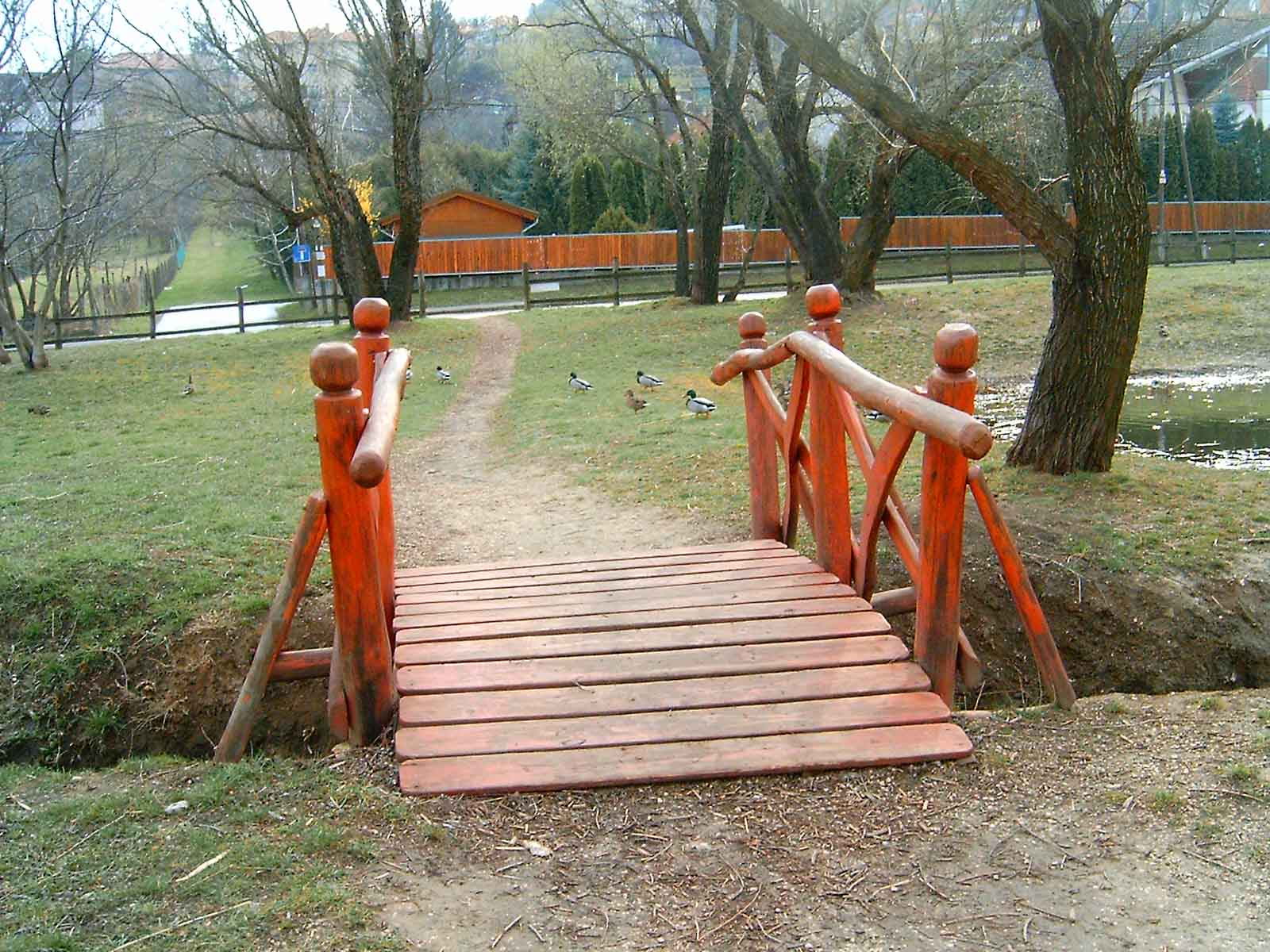
Gőtés-tó és környéke (2008)
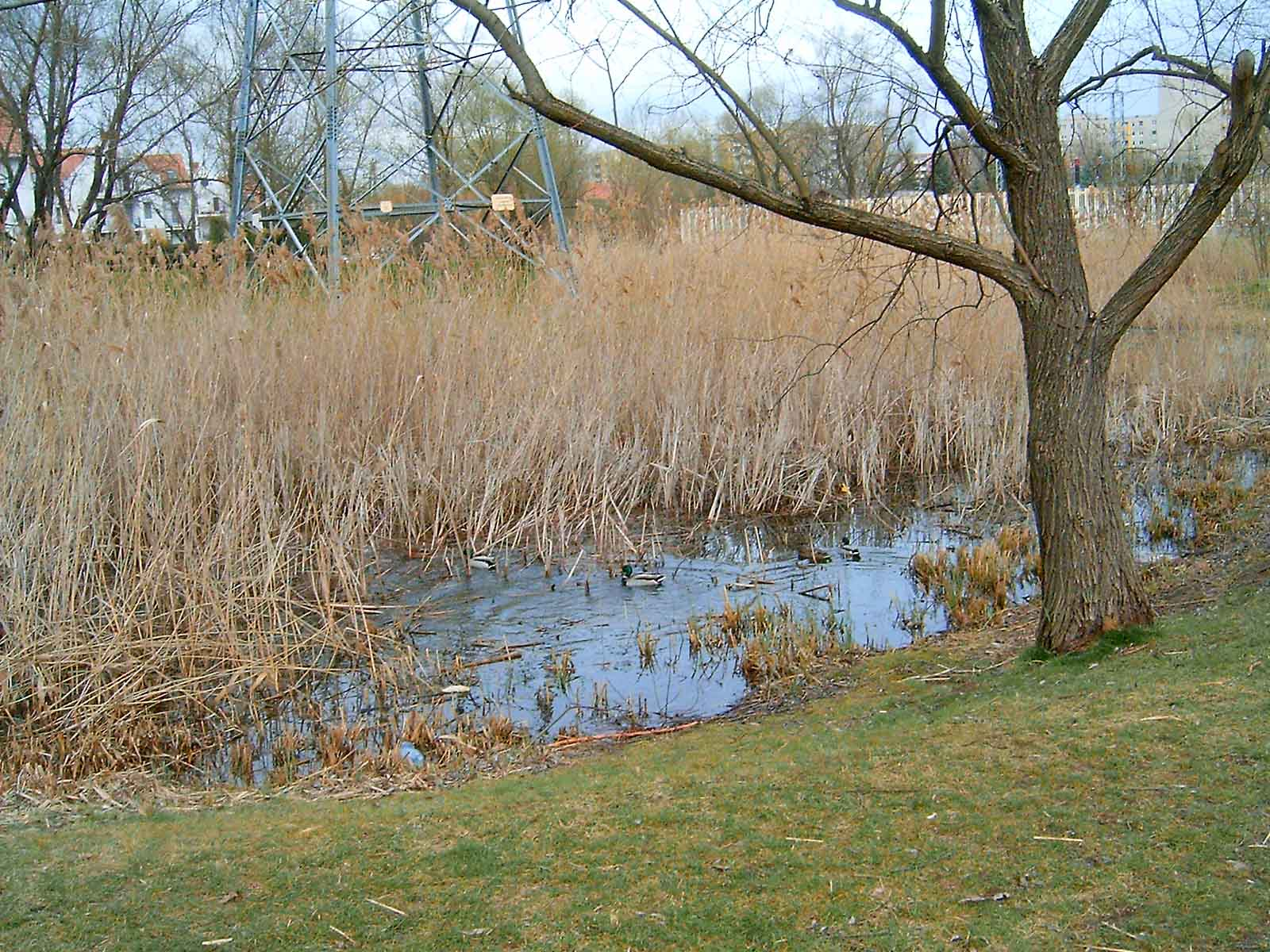
Gőtés-tó és környéke (2008)
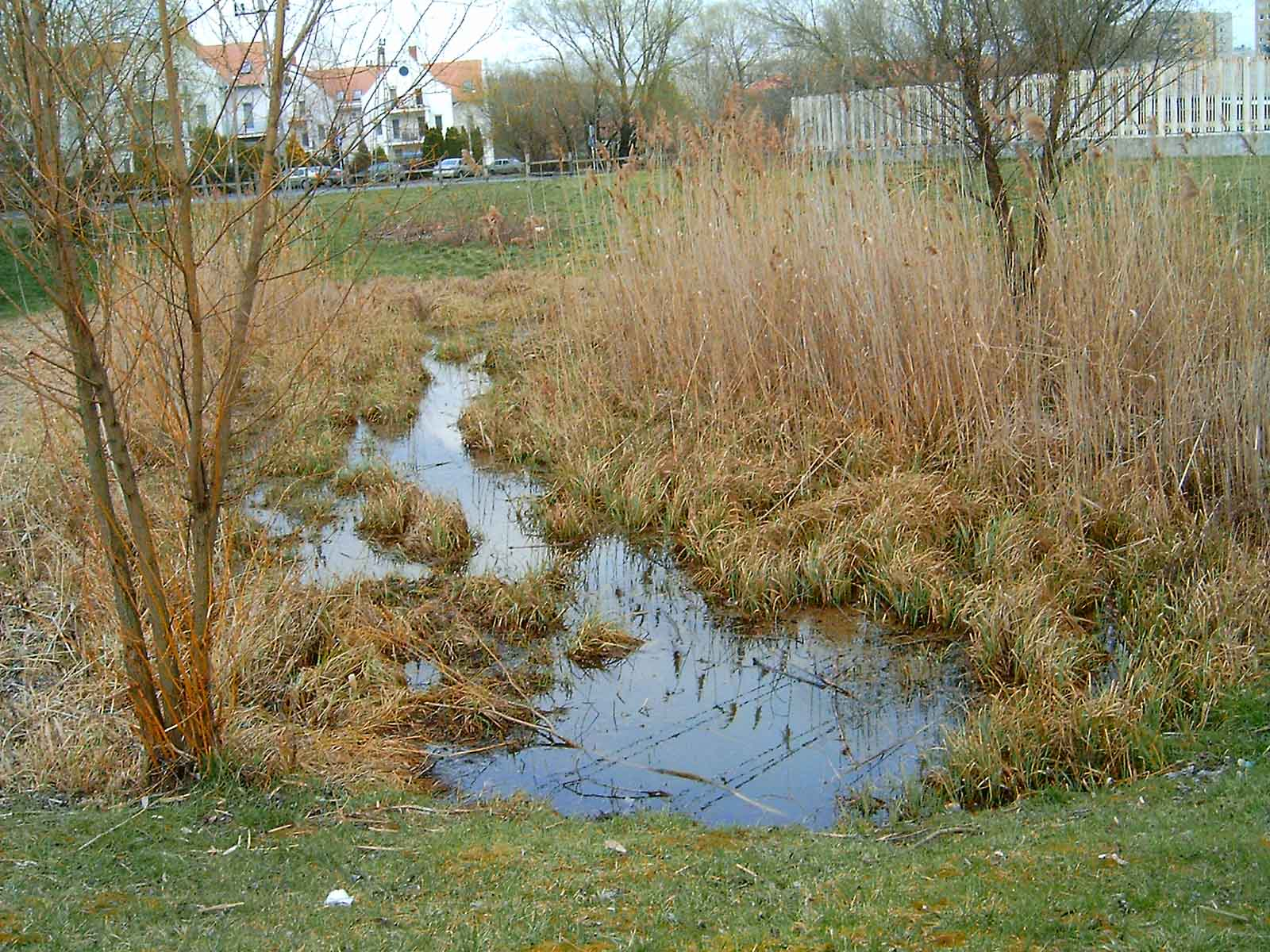
Gőtés-tó és környéke (2008)
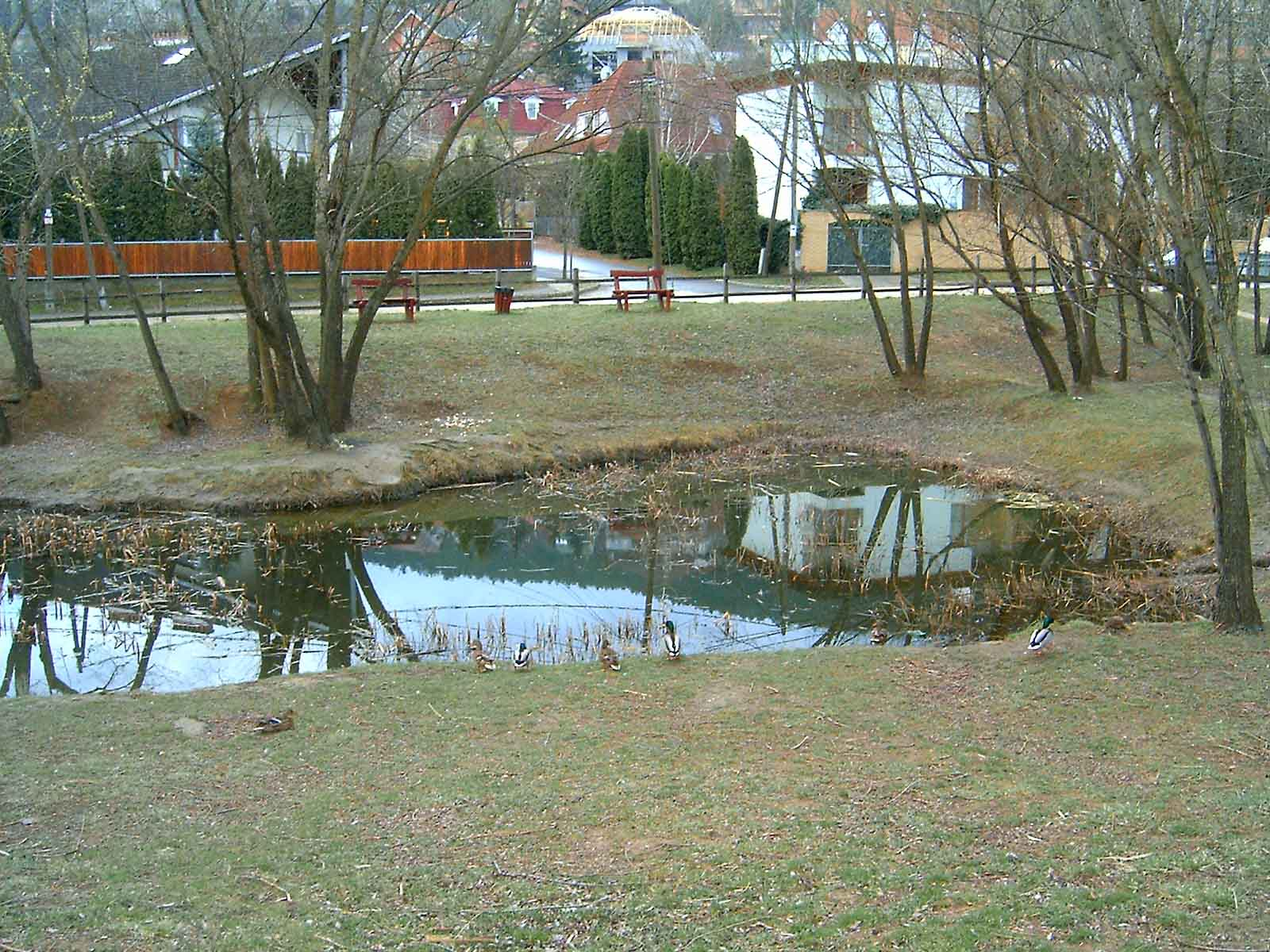
Gőtés-tó és környéke (2008)
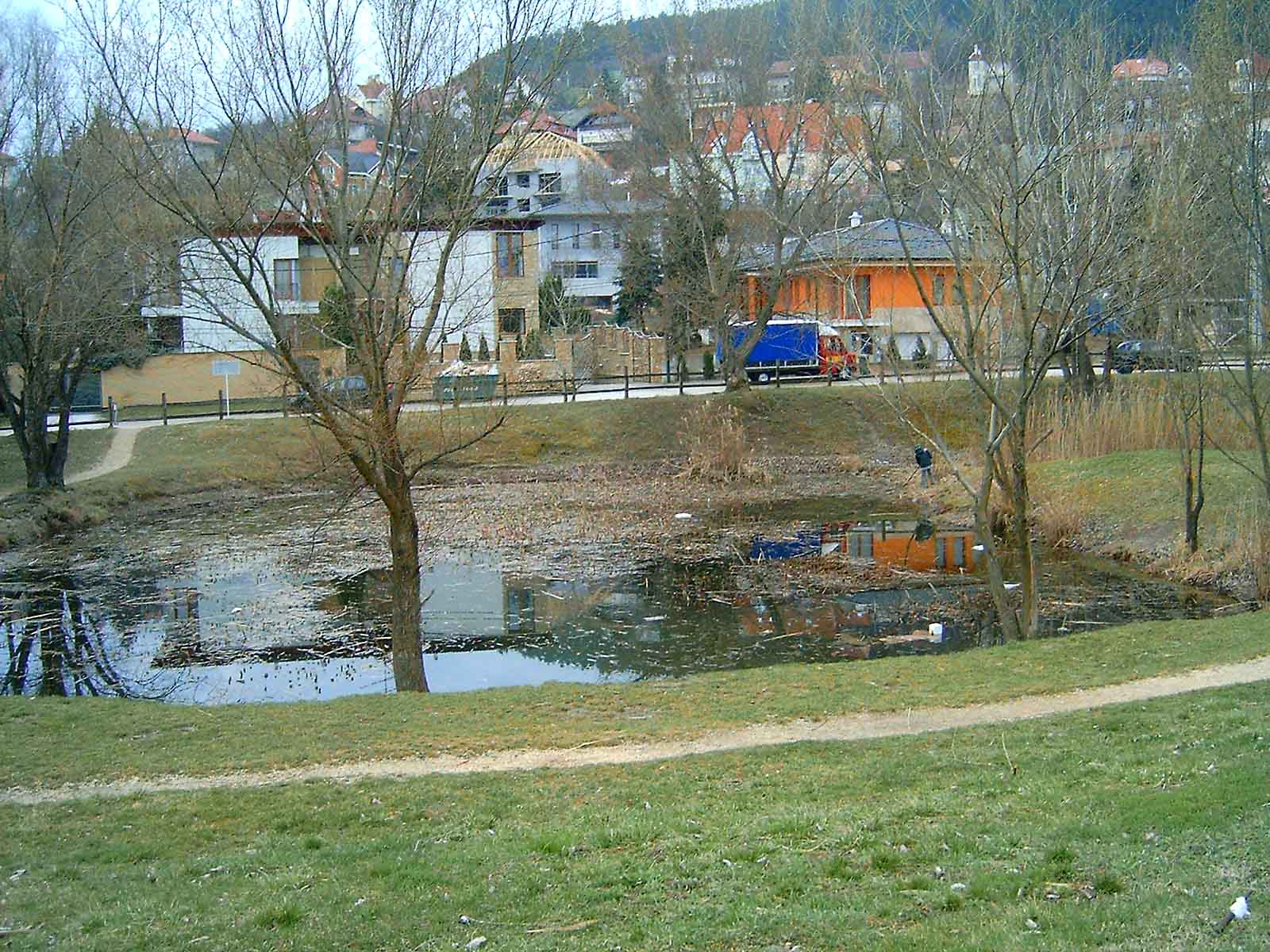
Gőtés-tó és környéke (2008)